# 14977 Bressler
14977 Bressler (1997 SE4) là một tiểu hành tinh vành đai chính được phát hiện ngày 16 tháng 9 năm 1997 bởi E. Meyer ở Davidschlag Observatory ở Linz.